# Vaxholms rådhus

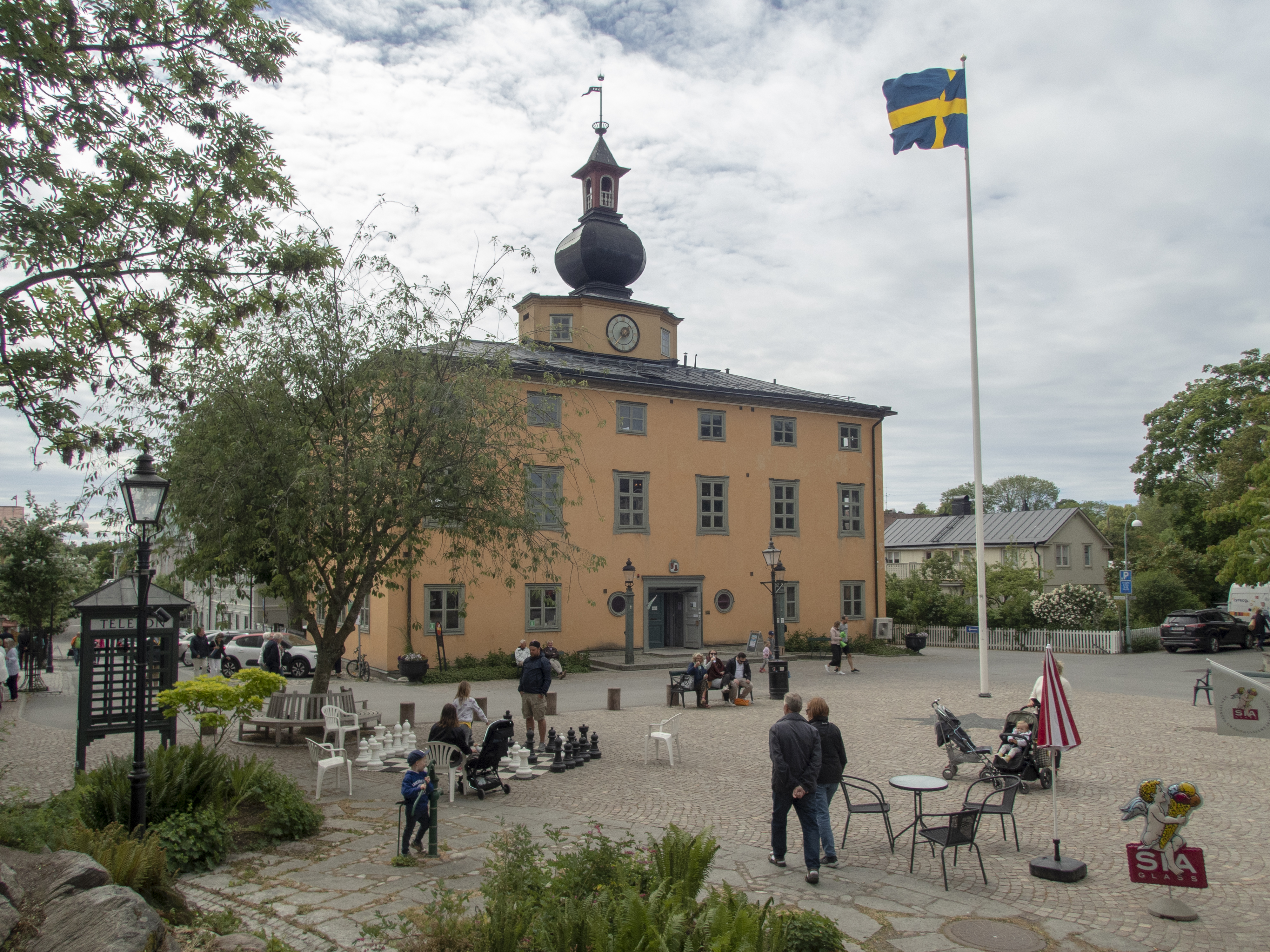
Vaxholms rådhus

Vaxholms rådhus är en tidigare rådhusbyggnad vid Torget i Vaxholm. Det fick sitt nuvarande utseende i en ombyggnad på 1920-talet. Idag fungerar byggnaden som kommunhus och turistbyrå.

## Historik
Vaxholm erhöll stadsrättigheter 1647. Stadens första rådhusbyggnad låg i det kvarter som idag benämns Rådhuset. De äldsta delarna dateras till 1600-talet, men i huvudsak uppfördes byggnaden under 1700-talet. Då ett nytt rådhus skulle anläggas i slutet av 1800-talet vid den södra sidan av torget fick arkitektbröderna Axel och Hjalmar Kumlien uppdraget att upprätta ritningarna. Mittpartiet försågs med en portik med fyra kolonner som bar upp en glasveranda. Det kröntes av en fronton med urverk. Fasaderna var klädda med liggande panel. Rådssalen placerades i bottenvåningen, tillsammans med polisstation häkte. På den andra våningen återfanns borgmästarens bostad.
På 1920-talet blev lokalbristen påtaglig, och staden fick hyra in sig i andra lokaler. 1924 fattades därför beslut om en tillbyggnad. Cyrillus Johansson, som redan ritat Vattentornet i Vaxholm, fick i uppdrag att utforma ritningarna. Mittaxeln bevarades men huset förlängdes vid gavlarna och höjdes en våning. Trästommen försågs med puts och fönstren placerades i liv med fasaden, och på det hela fick byggnaden en stramare karaktär. Invändigt flyttades rådssalen till andra våningen och fick dubbel takhöjd. De försågs med målningar av Filip Månsson. 
Rådhuset har genomgått flera ombyggnader sedan 1925, men rådssalen är i stort intakt. Byggnaden fungerar idag som kommunhus och turistbyrå.